# Abide with Me
Abide with Me is een Engelse christelijke hymne. De tekst werd in 1847 geschreven door Henry Francis Lyte, toen hij met tuberculose op zijn sterfbed lag. Er zijn Nederlandse vertalingen, zoals gezang 392 uit het Liedboek voor de Kerken en een katholieke vertaling. In verschillende protestantse denominaties luidt de beginregel ofwel Blijf mij nabij, dan wel Blijf bij mij, Heer. De muziek werd in 1861 gecomponeerd door William Monk. 

## Emmaüsgangers
De tekst van de hymne vindt zijn oorsprong in het verhaal van de Emmaüsgangers dat beschreven staat in het Evangelie volgens Lucas (24:13-35). Twee discipelen, waarvan er een (Kleopas) met name genoemd wordt, ontmoeten op weg naar Emmaüs, zonder het te weten, de opgestane Christus die met hen mee wandelt en onderwijl allerlei Schriftuitlegging geeft. In Emmaüs vragen zij hun reisgenoot, die ze tot dan toe nog niet hebben herkend, bij hen te blijven want het is al avond geworden en de duisternis valt. Deze passage roept op vreemdelingen gastvrijheid te verlenen. Pas later heeft de oproep Blijf bij ons, want het is bijna avond en de dag loopt ten einde de duiding gekregen van een oproep aan de Heer om zijn gelovigen niet in de steek te laten. Van die duiding getuigt Abide with me.

## Tekst
De tekst van de hymne luidt:

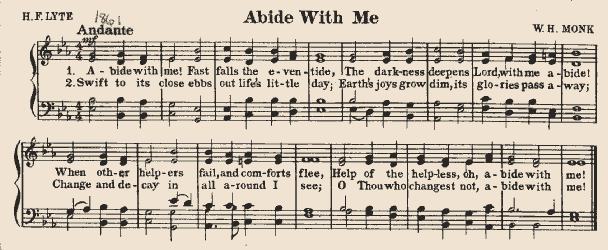
Abide with me, op melodie van Eventide van William Henry Monk (1861)

Abide with me; fast falls the eventide;

The darkness deepens; Lord with me abide.

When other helpers fail and comforts flee,

Help of the helpless, O abide with me.
Swift to its close ebbs out life’s little day;

Earth’s joys grow dim; its glories pass away;

Change and decay in all around I see;

O Thou who changest not, abide with me.
Not a brief glance I beg, a passing word;

But as Thou dwell’st with Thy disciples, Lord,

Familiar, condescending, patient, free.

Come not to sojourn, but abide with me.
Come not in terrors, as the King of kings,

But kind and good, with healing in Thy wings,

Tears for all woes, a heart for every plea—

Come, Friend of sinners, and thus bide with me.
Thou on my head in early youth didst smile;

And, though rebellious and perverse meanwhile,

Thou hast not left me, oft as I left Thee,

On to the close, O Lord, abide with me.
I need Thy presence every passing hour.

What but Thy grace can foil the tempter’s power?

Who, like Thyself, my guide and stay can be?

Through cloud and sunshine, Lord, abide with me.
I fear no foe, with Thee at hand to bless;

Ills have no weight, and tears no bitterness.

Where is death’s sting? Where, grave, thy victory?

I triumph still, if Thou abide with me.
Hold Thou Thy cross before my closing eyes;

Shine through the gloom and point me to the skies.

Heaven’s morning breaks, and earth’s vain shadows flee;

In life, in death, O Lord, abide with me.

## Populariteit
De hymne is met name populair in koninklijke kringen. Zij werd gezongen tijdens het huwelijk van de Britse koning George VI en bij dat van zijn dochter Elizabeth.
Het lied wordt geregeld ten gehore gebracht tijdens begrafenissen. Bijvoorbeeld bij de uitvaart van de Nederlandse prins Bernhard, toen de hymne werd gezongen terwijl de kist afdaalde in de crypte van de Nieuwe Kerk in Delft. Bij de herdenkingsdienst naar aanleiding van de Turkish Airlines-vliegtuigramp bij Schiphol op 25 februari 2009 speelde de militaire kapel de muziek van deze hymne. Ook tijdens de Nationale Dodenherdenking op 4 mei wordt de hymne gespeeld. 
Na de ondergang van de Titanic vertelden overlevenden dat de band van het schip de hymne speelde tijdens het zinken.  Later onderzoek toonde aan dat de band ook andere liederen had gespeeld, waaronder Nearer, My God, to Thee. Dit is ook te zien en te horen in de gelijknamige film.
Thelonious Monk maakte een jazz-uitvoering van deze hymne.
Tijdens een taptoe wordt de hymne vaak gespeeld aan het eind van de uitvoering, als alle deelnemende muziekkorpsen op het podium staan. De hymne wordt dan gespeeld nadat het taptoe-signaal heeft geklonken.
De hymne wordt voor aanvang van iedere finale van de FA Cup gezongen.

## In films
- In de film Een brug te ver zingen gewonde Engels parachutisten deze hymne in het veld.
- In de film The Full Monty wordt ze ten gehore gebracht tijdens de uitvaart van de moeder van Lomper.
- In Danny Boyles film 28 Days Later wordt de melodie gebruikt.
- In Doctor Who seizoen 3 aflevering 3 (Gridlock) zingen alle bestuurders en passagiers op de New Earth Motorway deze hymne.
- In de film BRIMSTONE (Martin Koolhoven) zingt The Reverent (Guy Pearce) in meerdere scenes de hymne.
- In de film The Painted Veil wordt het lied door een groep Chinese weeskinderen gezongen in het Chinees.
- In de televisieserie Bartje is de Nederlandstalige versie aan het einde van de aflevering te horen waarin de moeder van Bartje overlijdt.